# Grondenrechten van de inheemsen en marrons in Suriname

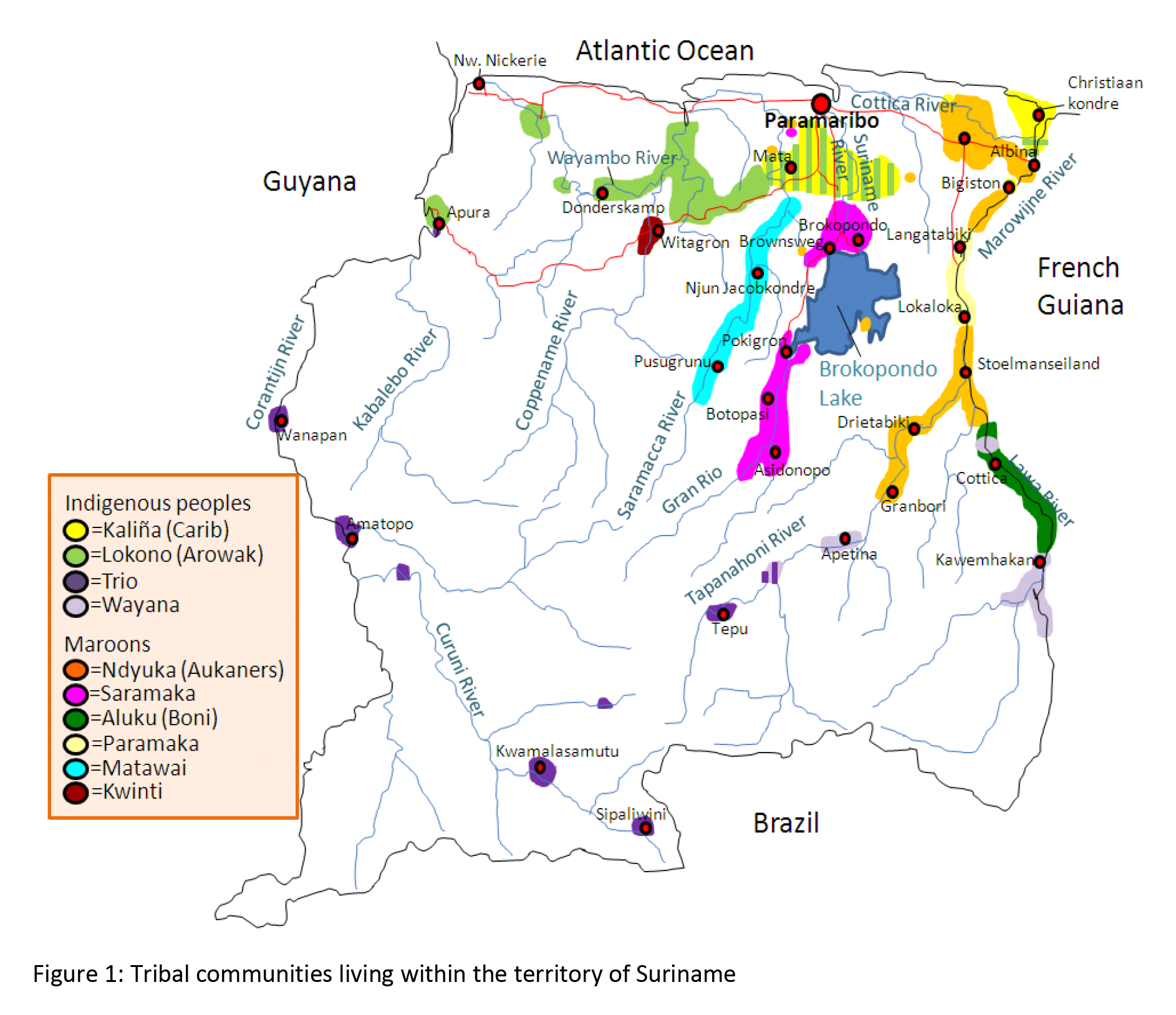
Spreiding van inheemsen en marrons

De grondenrechten van de inheemsen en marrons in Suriname hebben betrekking op de rechten op de woon- en leefgebieden en natuurlijke hulpbronnen in Suriname. Over deze rechten bestaan uiteenlopende standpunten tussen de regering ten opzichte van de inheemsen en marrons.

## Surinaams recht
Op grond van artikel 41 van de grondwet van Suriname is de staat eigenaar van alle natuurlijke rijkdommen en hulpbronnen. De inheemsen en marrons ontlenen hun rechten aan het feit dat zij generaties lang in de gebieden wonen en werken. Collectief eigendom wordt echter niet erkend in de Surinaamse wet, maar wel in het internationale recht.
In verdragen wordt de vrijheid van slavernij van de marrons en hun rechten op territoriale en politieke autonomie erkend. Deze verdragen werden gesloten met het koloniale bestuur maar worden niet erkend door de Surinaamse overheid. Door zichzelf te besturen aan de hand van eigen wetten en gewoonten zouden de marrons voldoen aan de internationale definitie van 'in stam verband levende volken' en ingevolge het internationale recht dezelfde rechten als de inheemse Surinamers genieten.

## Protestmars van 1976
Overheidshandelen in de jaren 1960 en 1970 perkten de woon- en leefgebieden in van dorpen als Galibi in het oosten en Apoera, Section en Washabo in het westen, en leidde tot onrust onder de bevolking. De inheemsen werden vertegenwoordigd door KANO, een samenwerkingsverband dat in 1969 werd opgericht; de letters staan voor KAlina (Caraïben) en LokoNO (Arowakken). Op initiatief van met name André Cirino en Nardo Aluman organiseerde KANO in de laatste vier dagen van december 1976 een protestmars van 150 kilometer vanuit het binnenland naar Paramaribo, met het doel het grondenrechten-vraagstuk onder de aandacht te brengen in het sinds een jaar onafhankelijk Suriname.

## Geweldsuitbarsting in Para van 2023
In de laatste weken van april 2023 waren er op verschillende plekken in Para protesten, omdat er opnieuw concessies waren verleng van gronden die inheemsen tot hun gebied rekenen. Op 2 mei 2023 kwam het in Pikin Saron tot een geweldsuitbarsting. Het politiebureau werd aangevallen en voertuigen werden in brand gestoken en doorzeefd met kogels. Er vielen twee doden en meerdere gewonden. De regering trok hierna juristen aan om te onderzoeken of de verlengingen ingetrokken konden worden zonder dat het tot rechtszaken komt.

## Politiek
Sinds de onafhankelijkheid van Suriname zijn er een aantal wetten aangenomen die ingaan op de (gronden)rechten van de inheemse bevolking en met betrekking tot de plantages. Een aantal van deze wetten zijn voor meerdere uitleg vatbaar en worden door de overheid anders geïnterpreteerd wanneer het nationaal belang in het geding is.
De politieke erkenning van grondrechten is voor de Amazone Partij Suriname een van de belangrijkste programmapunten.

## Overzicht van een aantal relevante wetten

### L-Decreten van 1982
Met deze L-Decreten werd in 1982 geprobeerd de bestaande grondwetgeving te herzien. Het belangrijkste punt in deze L-Decreten was dat grond vanaf dat moment slechts uitgegeven kon worden in de vorm van grondhuur. Titels uitgegeven voor 1982 bleven hun geldigheid behouden. Er zijn momenteel vier soorten grond in Suriname:

#### Allodiaal eigendom
Het allodiale eigendom is de oudste titel en werd onder bepaalde voorwaarden uitgegeven door de Nederlandse koloniale overheid, met als voornaamste dat de grond moest worden bewerkt. Verder bevatten deze titels in de meeste gevallen een bepaling dat de staat het recht had de grond terug te nemen wanneer deze daar reden voor zag.

#### Absoluut eigendom
De meest volledige titel op grond die al in 1865 van kracht was in Suriname, is het absolute eigendom. Om te voorkomen dat de grond werd verlaten en onproductief zou worden wordt deze titel nu nog slechts in bijzondere gevallen uitgegeven. Volgens de L-Decreten van 1982 zelfs alleen nog maar ten behoeve van het diplomatieke verkeer (voor het bouwen van ambassades).

#### Erfpacht
Erfpacht werd voor het eerst uitgegeven in 1690 en is sinds 1937 de meest uitgegeven titel. Erfpacht is geldig voor een verlengbare periode van 75 jaar en wordt uitgegeven onder betaling van een jaarlijkse vergoeding. Onder de L-Decreten is verlenging niet meer mogelijk, waardoor de laatste erfpachten in 2057 zullen vervallen. In de geschiedenis zijn er een aantal dorpen geweest die hun grond op basis van deze wet hebben gekregen. In 1981 werd dit recht echter ingetrokken.

#### Grondhuur
Sinds 1982 is grondhuur de enige titel die nog wordt uitgegeven door de staat. Het doel van de L-Decreten was om een einde te maken aan de corruptie en onrechtvaardigheid waar het oude regime mee geassocieerd werd. In de praktijk kan de minister van Natuurlijke Hulpbronnen beslissen wat er met de grond gebeurt. Wanneer de voorwaarden niet worden nagekomen kan hij of zij de grond ook terugnemen. De grondhuurder heeft dan wel recht op schadevergoeding.

### Natuurbeschermingswet van 1954
Deze wet bevat regels ten aanzien van het gebruik van natuurreservaten en verbiedt de beoefening van jacht, visserij of het toebrengen van ernstige schade aan de bodem, flora en fauna en de natuurlijke schoonheid van het reservaat (artikel 5 sub a). In 1986 zijn er vier reservaten vastgesteld en werd bepaald dat de rechten van de erin liggende dorpen geëerbiedigd zouden worden, tenzij het algemeen belang of het nationaal doel van het ingestelde natuurreservaat wordt geschaad en anders bepaald is.

## Aanspraken
De inheemsen en marrons beschikken niet over bovengenoemde titels op hun gronden. Daardoor wordt door sommigen aangenomen dat de binnenlandsbewoners niet over "rechten" maar over "aanspraken" op de door hen bewoonde en gebruikte gronden beschikken. De overheid zou bij de uitgifte van dergelijke titels de "gewoonterechten" van de binnenlandbewoners dienen te eerbiedigen, in zoverre het algemeen belang zich hier niet tegen verzet. De inheemsen en marrons hebben hun toevlucht gezocht tot de Commissie voor en het Hof van de Mensenrechten van de Organisatie van Amerikaanse Staten om hun grondenrechten op te eisen.  De Amerikaanse Verklaring inzake de Rechten van Inheemse Volken (paragraaf 5 van de preambule en artikel XVIII:1) erkent de gronden en territoria die inheemse volken historisch hebben bewoond en bewerkt en hun traditionele landbouwmethoden. Onder "bewonen" en "gebruiken"  wordt niet alleen  bebouwen of cultiveren verstaan, maar alle vormen van landgebruik, inclusief jagen, verzamelen en vissen.

## Hof voor de Rechten van de Mens

### Moiwana-vonnis
In de Moiwana-zaak van 2005 bepaalde het Inter-Amerikaans Hof voor de Rechten van de Mens dat, Suriname het recht van een in stamverband levende gemeenschap op grondbezit had geschonden. Het Hof stelde dat het eigendomsrecht voortvloeit uit het traditioneel bewonen en gebruiken van gronden door de desbetreffende gemeenschap, zoals gedefinieerd in haar gewoonterecht. Het Hof stelde ook dat deze eigendomsrechten niet afhankelijk zijn van de nationale wetten van Suriname.

### Saamaka-vonnis
Gedurende de jaren 1990 werd met toestemming van de Surinaamse overheid hout gekapt in het leefgebied van de Saramaccaners (Saamaka). Zij riepen hulp in van de Inter-Amerikaanse Commissie voor en het Hof voor de Rechten van de Mens. In november 2007 werd de Staat Suriname door dit hof veroordeeld. De staat werd schuldig bevonden aan het schenden van de rechten van de Saramaccaners op hun grondgebied. De Surinaamse overheid is verantwoordelijk voor de uitvoering van het zogenoemde Saamaka-vonnis. In dit vonnis is onder andere opgenomen dat het grondgebied van de stam der Saramaccaners gedemarkeerd moet worden en dat de grenzen met de omliggende stammen duidelijk vastgesteld dienen te worden. De Saramaccaners en Matawai kwamen overeen dat de grenslijn van het Saramaccaanse gebied en Matawai gebied wordt bepaald door de rechteroever van de Saramaccarivier en de linkeroever van de Surinamerivier.

### Zaak van de Karaïben en Arowakken
Begin 2016 deed het Inter-Amerikaanse Hof een uitspraak in de zaak die Karaïbische en Arowakse dorpen aanspanden. In het vonnis wordt de Surinaamse staat gesommeerd binnen twee jaar aan de volken collectieve grondrechten op hun traditionele territorium toe te kennen. VIDS-voorzitter Lesley Artist bood het vonnis hierna aan minister Edgar Dikan van Regionale Ontwikkeling aan.
In 2017 beklaagde Artist zich echter dat het vonnis noch het akkoord met de regering uit 1992 verandering heeft gebracht aan de grondrechtenproblematiek van de inheemse Surinamers. In augustus 2017 tekende hij weliswaar met Dikan een intentieverklaring om de rechten te gaan regelen; Bouterse stelde de ondertekening op het laatste moment uit. Hij tekende weliswaar later, maar de Wet Beschermde Dorpsgebieden, die in 2017 door DNA werd goedgekeurd, bleef ongetekend liggen op het bureau van Bouterse (stand juli 2019).

## Grondenrechtenconferentie
Op 21 en 22 oktober 2011 werd er op Colakreek een grondenrechtenconferentie georganiseerd. De bedoeling van deze conferentie was om met alle betrokken partijen te komen tot een strategie voor de oplossing van het grondenrechtenvraagstuk. Deze conferentie werd op de tweede dag abrupt beëindigd. Er kwamen twee afzonderlijke verklaringen, van de inheemsen en marrons enerzijds en de regering anderzijds. Het traditionele gezag van inheemse en tribale volken in Suriname  vindt dat de grondenrechten van de inheemsen en marrons nationaal erkend moeten worden. Hierbij moet onder andere worden vastgesteld dat onder "grondenrechten" verstaan wordt de collectieve eigendomsrechten van de inheemsen en marrons op hun traditionele woon- en leefgebieden. De president van Suriname benadrukte bij de opening van de conferentie dat  de republiek Suriname niet deelbaar is.

## Conceptwet
Volgens het ministerie van Ruimtelijke Ordening, Grond- en Bosbeheer is de regering bezig met de introductie van "collectieve eigendomsrechten", waarbij gebieden duidelijk voor leefgemeenschappen in het binnenland worden afgebakend. Er is een conceptwet voor het toekennen van collectieve eigendomsrechten aan gemeenschappen in het binnenland in voorbereiding. Het voorstel wordt breedvoerig besproken met vertegenwoordigers van het binnenland om draagvlak te creëren (stand 2015).